# أبو قلادة
أبو قلادة  (الاسم العلمي: Theropithecus gelada) هو نوع من الحيوانات يتبع جنس سعدان أبو قلادة من فصيلة سعادين العالم القديم.
أبو قلادة شرس أفريقي له شعر بني قاتم يغطي رأسه وكتفيه وصدر أحمر عارٍ وخطم له متن.

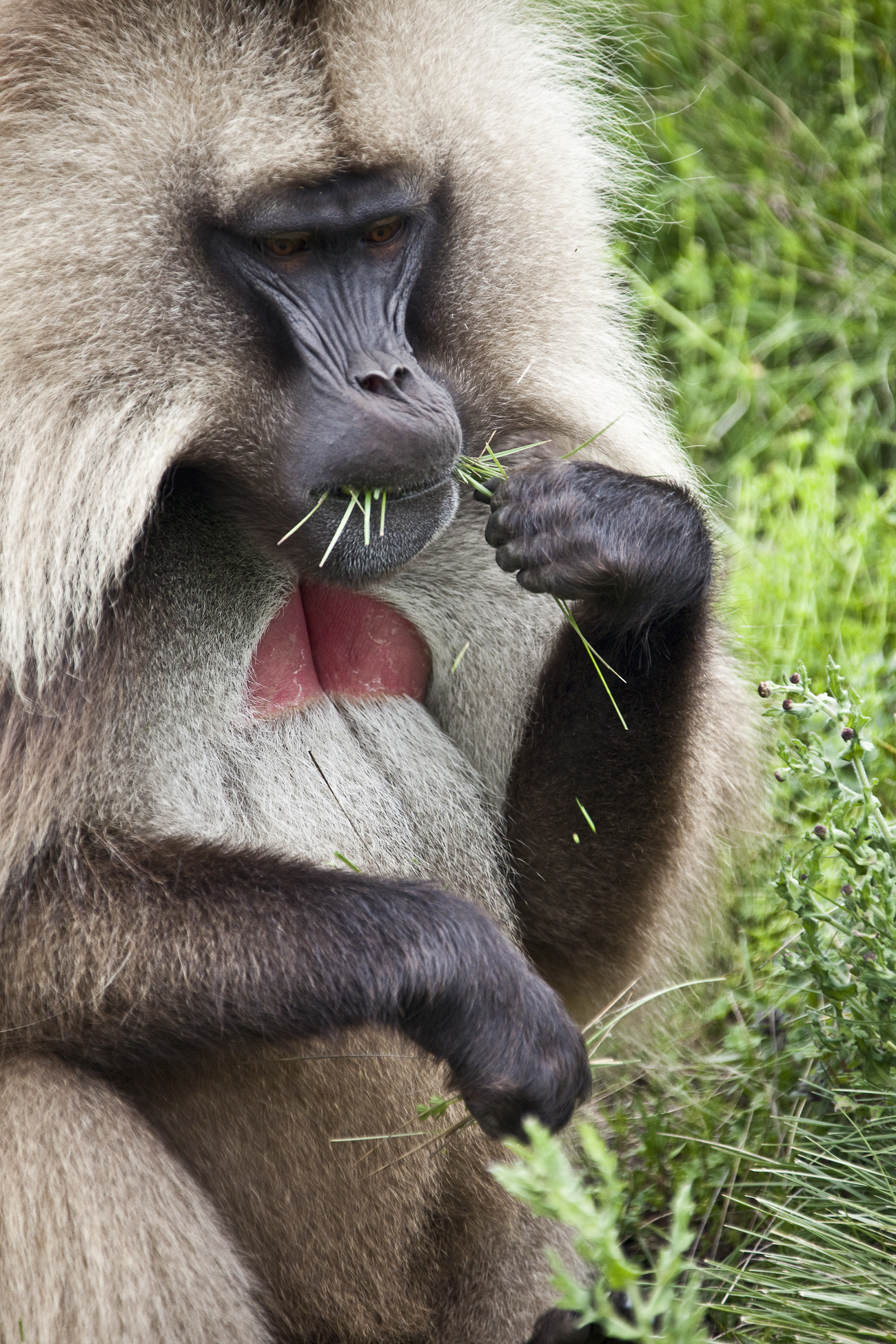
أبو قلادة يأكل من العشب